# Eduardo Suárez Castellot
Eduardo Suárez Castellot (n. México, D. F., México; 14 de mayo de 1971) es un productor y director de la televisión mexicana, con veinte años de trayectoria en los medios de comunicación y de formar parte del equipo de Grupo Televisa.
Estudió la licenciatura en Ciencias de la Comunicación en la Universidad Intercontinental de la Ciudad de México, e inicia su trayectoria como productor en el área de promoción y publicidad de Cablevisión. Durante 12 años, desde el inicio y hasta el final de la emisión, fue productor y director de cámaras de Otro rollo al lado de Yordi Rosado y Adal Ramones, así como director general y de cámaras de las distintas versiones de los Reality show: Bailando por un sueño y Cantando por un sueño bajo la producción de Rubén Galindo y Santiago Galindo.
Produjo el programa "Me Caigo de Risa", conducido por Faisy, y el elenco conformado por Ricardo Margaleff, Ricardo Fastlitch, Violeta Isfel, Mariazel, Mariana Echeverría, Michelle Rodríguez y más actores que han sido y son parte de la llamada "Familia Disfuncional".
En 2021 estreno el programa Faisy Nights conducido por Faisy y Michelle Rodriguez en el canal Unicable.

## Trayectoria como Productor
- Me caigo de risa TV serie (2014-Presente
- Aquí entre Brothers TV Especial
- Desdile de Dia de Muertos  TV Entretenimiento
- Recuerda y Gana TV Concurso
- Un Solo México TV Especial
- Vive México TV Especial
- Los simuladores TV serie (2008)
- Y ahora qué hago? TV serie (2007)
- Otro Rollo (1995 - 2007)
- ¿Cuál es el Bueno? (2022)
- Faisy Nights (2021 - Actualidad)

## Trayectoria como Director
- Primer Campeonato Internacional de Baile 2007 (2007)
- Otro Rollo (1995 - 2007)
- Los 5 Magníficos (2007)
- Cantando por un Sueño (2006)
- Bailando por la Boda de mis Sueños (2006)

## Trayectoria como Director de Cámaras
- Primer Campeonato Internacional de Baile 2007 (2007)
- Otro Rollo  (1995- 2007)
- Y ahora qué hago? (2007)
- Los 5 Magníficos (2007)
- Cantando por un Sueño (2006)
- Bailando por la Boda de mis Sueños (2006)
- Reyes de la canción (2006)
- Bailando por un sueño (2005)
- VidaTV: El Show (2005)

## Reconocimientos
- Premio Mejor programa de entretenimiento Premios TV y Novelas (2003)

Nominado a los premios Emmy (2010)